# Adoretus cribricollis
Adoretus cribricollis är en skalbaggsart som beskrevs av Leon Fairmaire 1898. Adoretus cribricollis ingår i släktet Adoretus och familjen Rutelidae. Inga underarter finns listade i Catalogue of Life.